# 215023 Huangjiqing
215023 Huangjiqing este o planetă minoră (asteroid) din centura de asteroizi. A fost descoperită pe 27 ianuarie 2009 la Xuyi County⁠(d) de Observatorul de pe Muntele Purpuriu⁠(d) și a fost numită după Huang Jiqing⁠(d). 
Obiectul prezintă o orbită caracterizată de o semiaxă mare de 2,8056932053952 UAi, o excentricitate de 0,053327566313601, o înclinație de 7,2513959754864 ° în raport cu ecliptica.